# رامون غارسيا (لاعب كرة قاعدة)
رامون غارسيا هو لاعب كرة قاعدة كوبي، ولد في 5 مارس 1924 في مقاطعة فيلا كلارا في كوبا، وتوفي في 25 ديسمبر 2001 في La Habana Province (1976–2010) ‏ في كوبا.